# 맨체스터 의학대학원
맨체스터 의학대학원 / 맨체스터 메디컬 스쿨 (Manchester Medical School)은 영국 잉글랜드 맨체스터에 위치한 맨체스터 대학교 (The University of Manchester)의 의학전문대학원이다.

## 역사
1752년 찰스 화이트 (Charles White)에 의해 세워진 맨체스터 왕립 병원(The Manchester Royal Infirmary)에서 의료학을 가르친것이 현재의 맨체스터 의학대학원의 기반이 되었다. 1814년 요셉 요단(Joseph Jordan)은 맨체스터 왕립병원의 해부학 학교 (The School of Anatomy at Manchester Royal Infirmary)를 세웠으며 1874년 맨체스터 왕립 의학학교 (The Royal Manchester School of Medicine and Surgery)가 정식 학교로 오언스 대학 (Owens College)에 설립 되었으며 1883년부터 빅토리아 대학으로부터(Victoria University) 정식 의학학위(Medical Degree)를 발급하게 되었다.

## 동문
- 브라이언 데이 (Brian Day) - 캐나다 의학협회 사장 (President of the Canadian Medical Association 2007-8)
- 존 해기 (John Haggie) - 캐나다 의학협회 사장 (President of the Canadian Medical Association 2012-3)
- 다임 샐리 데이비드 (Dame Sally Davies) - 영국 최고 의료 책임자 (Chief Medical Officer for England, CMO)

## 의학대학원 순위
QS세계 의학대학 순위에 따르면 맨체스터 의학대학원은 세계 의학대학(Medical School)중 34위이다.

## 참조
1. ↑  “QS World University Ranking 2012 (Medicine)”. 2013년 5월 27일에 확인함.